# Ủy ban Tư pháp Hạ viện Hoa Kỳ
Ủy ban Hạ viện Hoa Kỳ về Tư pháp, còn được gọi là Ủy ban Tư pháp Hạ viện (Hoa Kỳ) (tiếng Anh: U.S. House Committee on the Judiciary/House Judiciary Committee), là một ủy ban thường trực của Hạ viện Hoa Kỳ. Nó có nhiệm vụ giám sát việc thi hành công lý trong các tòa án liên bang, các cơ quan hành chính và các cơ quan thực thi pháp luật Liên bang. Ủy ban Tư pháp cũng là ủy ban chịu trách nhiệm về các cuộc luận tội những quan chức liên bang. Do tính chất pháp lý của hoạt động giám sát này, các thành viên ủy ban thường có xuất thân pháp lý, nhưng điều này không bắt buộc.
Trong Quốc hội khóa 117, chủ tịch của ủy ban là Jerry Nadler của Đảng Dân chủ ở New York, và thành viên xếp hạng của đảng thiểu số là Jim Jordan của Đảng Cộng hòa ở Ohio.

## Lịch sử
Ủy ban được thành lập vào ngày 3 tháng Sáu năm 1813 với mục đích xem xét pháp luật liên quan đến hệ thống tư pháp. Ủy ban này đã thông qua những điều khoản luận tội các Tổng thống đến năm lần: Andrew Johnson (1867 và 1868), Richard Nixon (1974), Bill Clinton (1998) và Donald Trump (2019/2021).
Trong Quốc hội khóa 115, chủ tịch của ủy ban là  Bob Goodlatte thuộc Đảng Cộng hòa của Virginia, và thành viên xếp hạng của đảng thiểu số ban đầu là  John Conyers thuộc Đảng Dân chủ của Michigan. Vào ngày 26 tháng Mười Một năm 2017, Conyers đã từ chức thành viên xếp hạng của mình, khi anh phải đối mặt với một cuộc điều tra về quấy rối tình dục. Vào ngày 28 tháng Mười Một năm 2017, Jerrold Nadler của New York được bổ nhiệm là quyền thành viên xếp hạng.
Trong Quốc hội khóa 116, Hạ viện đã từ Đảng Cộng hòa sang Đảng Dân chủ kiểm soát. Doug Collins, một đảng viên Cộng hòa từ quận quốc hội thứ 9 của Georgia, trở thành thành viên xếp hạng và phục vụ từ năm 2019 đến năm 2020. Đầu năm 2020, Collins từ chức lãnh đạo khi trở thành ứng cử viên trong cuộc bầu cử đặc biệt năm 2020 được tổ chức để thay thế Thượng nghị sĩ của bang Georgia sắp nghỉ hưu Johnny Isakson. Theo quy định của Đảng Cộng hòa tại Hạ viện, các thành viên phải từ bỏ vị trí lãnh đạo nếu họ phát động chiến dịch để nắm giữ một chức vụ khác. Collins được Jim Jordan, người đại diện cho quận quốc hội số 4 của Ohio, kế nhiệm làm thành viên xếp hạng.

## Thành viên, khóa 117
| (Đảng) Đa số | (Đảng) Thiểu số |
| --- | --- |
| - Jerry Nadler, New York, Chủ tịch - Zoe Lofgren, California - Sheila Jackson Lee, Texas - Steve Cohen, Tennessee - Hank Johnson, Georgia - Ted Deutch, Florida - Karen Bass, California - Hakeem Jeffries, New York - David Cicilline, Rhode Island - Eric Swalwell, California - Ted Lieu, California - Jamie Raskin, Maryland - Pramila Jayapal, Washington - Val Demings, Florida - Lou Correa, California - Mary Gay Scanlon, Pennsylvania - Sylvia Garcia, Texas - Joe Neguse, Colorado - Lucy McBath, Georgia - Greg Stanton, Arizona - Madeleine Dean, Pennsylvania, Phó chủ tịch - Veronica Escobar, Texas - Mondaire Jones, New York - Deborah K. Ross, North Carolina - Cori Bush, Missouri | - Jim Jordan, Ohio, Thành viên xếp hạng - Steve Chabot, Ohio - Louie Gohmert, Texas - Darrell Issa, California - Ken Buck, Colorado - Matt Gaetz, Florida - Mike Johnson, Louisiana - Andy Biggs, Arizona - Tom McClintock, California - Greg Steube, Florida - Tom Tiffany, Wisconsin - Thomas Massie, Kentucky - Chip Roy, Texas - Dan Bishop, North Carolina - Michelle Fischbach, Minnesota - Victoria Spartz, Indiana - Scott L. Fitzgerald, Wisconsin - Cliff Bentz, Oregon - Burgess Owens, Utah |

Nghị quyết bầu thành viên: H.Res. 9 (Chủ tịch), H.Res. 10 (Thành viên Xếp hạng), H.Res. 62 (Dân chủ), H.Res. 63 (Cộng hòa)